# プロセッサ間割り込み
プロセッサ間割り込み（プロセッサかんわりこみ、英: Inter-processor interrupt、IPI）とは、計算機科学における割り込みの一種で、マルチプロセッサシステム上であるプロセッサが他のプロセッサに対して行うものを指す。典型的にIPIはキャッシュコヒーレンシを維持するための同期点を実現するために用いられる。
例としてWindowsが搭載されたマルチプロセッサシステムでは、CPUは以下のいずれかの場合に他のプロセッサに対して割り込みを行う
1. 特定のスレッドの実行をスケジュールするためにDISPATCH_LEVEL割り込みをキューする場合
2. プロセッサのTLBキャッシュを更新する場合
3. システムの終了
4. システムクラッシュ
5. カーネルデバッガのブレークポイント

Windowsでは、IRQLは29に設定されている。
またx86ベースのシステムでは、IPIによってキャッシュとメモリ管理ユニット (MMU) をプロセッサ間で同期させる。